# Message of the Day

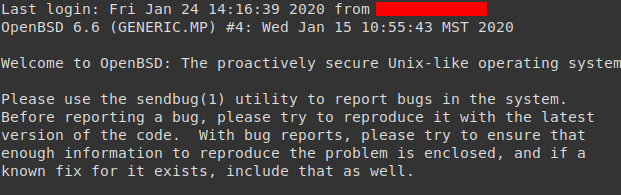
OpenBSDs 6.6 Standard MOTD

Message of the Day (Abkürzung MOTD; deutsch „Mitteilung des Tages“ oder „Meldung des Tages“) ist eine Meldung, die dem Benutzer auf Servern und in Terminal-Sitzungen in der Regel als erstes angezeigt wird. So z. B. oft im Internet Relay Chat (IRC) oder auf Spieleservern.
MOTDs werden dabei nicht täglich aktualisiert, sondern sind auf dem tagesaktuellen Stand. Ändern sich also über einen längeren Zeitraum hinweg, die in einer MOTD veröffentlichten Informationen nicht, so muss die MOTD auch nicht zwangsläufig angepasst werden. 
Auch in Tauschbörsen für Dateien wie z. B. Direct Connect ist eine MOTD die Regel.
Hauptsächlich wird die MOTD dafür verwendet, um auf grundlegende Regeln und/oder Richtlinien des Servers hinzuweisen. Oft werden dort auch direkt Warnungen ausgesprochen oder Hinweise auf aktuelle Ereignisse gegeben. So werden oft beispielsweise geplante Downtimes (zeitweise Serverabschaltungen) über die MOTD publiziert, um den Nutzern des Systems die Möglichkeit einzuräumen, sich auf die kommende, eingeschränkte Verfügbarkeit des Systems einzustellen.
Unter Linux und Unix-Systemen ist die MOTD-Nachricht üblicherweise in der Datei /etc/motd gespeichert. Der Inhalt dieser Datei wird nach dem erfolgreichen Login eines Benutzers angezeigt, sei es unmittelbar an der Konsole oder auch per SSH aus der Ferne. Der Nachrichteninhalt kann auch dynamisch erzeugt werden, um dem Nutzer z. B. das aktuelle Wetter anzuzeigen.